# Harry van der Kamp
Harry van der Kamp (* 1947 in Kampen) ist ein niederländischer Sänger der Stimmlagen Bassbariton und Bass. Er ist für Oratorien- und Liedgesang bekannt, insbesondere im Bereich der Alten Musik.

## Leben
Harry van der Kamp studierte zunächst Jura und Psychologie in Amsterdam. Anschließend studierte er am Conservatorium van Amsterdam Gesang bei Elizabeth Cooymans und Max van Egmond.
Van der Kamp tat sich vor allem im Bereich der Musik der Renaissance und des Barock hervor und trat in zahlreichen Barockopern auf, darunter welche von Komponisten wie Francesco Cavalli, Stefano Landi, Antonio Cesti, Henry Purcell, Jean-Philippe Rameau, Reinhard Keiser und Georg Friedrich Händel. In der Nederlandse Opera sang er Monteverdis Opern L’Orfeo und L’incoronazione di Poppea sowie in Reves d’un Marco Polo von Claude Vivier. Bernard Holland beschrieb seinen Auftritt 1996 als Zoroastro in Händels Orlando mit Les Arts Florissants unter dem Dirigenten William Christie in der New York Times: „Harry van der Kamp ist der einzige Mann, der Zoroastros Bassarien mit der gewünschten Klarheit und Gewicht bewältigt.“
Zu seinen über hundert Einspielungen zählen bedeutende Werke von Johann Sebastian Bach wie einige seiner Kantaten, die h-Moll-Messe mit Gustav Leonhardt, die Johannes-Passion mit Sigiswald Kuijken und die Matthäus-Passion mit Frans Brüggen. Aus der Zeit der Klassik standen beispielsweise Messen und Opern von Joseph Haydn und Wolfgang Amadeus Mozart auf dem Programm, aus der Moderne Werke von  Paul Hindemith und Stefan Wolpe. Er trat als Sänger mit bekannten Ensembles auf wie dem Hilliard Ensemble, Musica Antiqua Köln, La Petite Bande, Cantus Cölln, Concerto Vocale Köln, Weser-Renaissance oder Les Arts Florissants.
Van der Kamp war bis 1975 Mitglied der von Jan Boeke gegründeten Cappella Amsterdam und von 1974 bis 1994 Mitglied des Nederlands Kamerkoor, als dessen künstlerischer Berater er 1980 bis 1987 fungierte. Im Jahr 1984 gründete er das Gesualdo Consort Amsterdam, das sich auf die Aufführung von Madrigalen aus dem 16. und 17. Jahrhundert konzentrierte, von Komponisten wie Carlo Gesualdo, Emilio de’ Cavalieri und Scipione Lacorcia, aber auch Musik aus dem 20. Jahrhundert aufführte. Mit dem Gesualdo Consort vollendete er im Oktober 2010 eine erstmalige Gesamteinspielung der Vokalwerke von Jan Pieterszoon Sweelinck auf 17 CDs, die mit dem niederländischen „Klassieke Muziekprijs 2010“ ausgezeichnet wurde. Königin Beatrix der Niederlande erhielt im Rahmen einer Festveranstaltung in der Amsterdamer Oude Kerk am 20. Oktober 2010 die erste Gesamtausgabe. Am selben Tag wurde van der Kamp der Orden vom Niederländischen Löwen verliehen.
Im Jahr 1994 wurde Harry van der Kamp zum Professor an der Hochschule für Künste Bremen ernannt, nachdem er bereits seit 1986 als Dozent an der Bremer Akademie für Alte Musik tätig war. An der Sibelius-Akademie in Helsinki hatte er 1997 und 1998 eine Gastprofessur inne. Darüber hinaus gibt er in verschiedenen Ländern Europas Meisterkurse und unterrichtet an der Stiftung Kloster Michaelstein. Schülerin bei ihm war unter anderem Dorothee Mields.